# Trichrous vittatus
Trichrous vittatus är en skalbaggsart som beskrevs av Fisher 1932. Trichrous vittatus ingår i släktet Trichrous och familjen långhorningar.
Artens utbredningsområde är Kuba. Inga underarter finns listade i Catalogue of Life.